# سام ميلر
سام ميلر (بالإنجليزية: Sam Miller)‏ (و. 1962 – م) هو مخرج تلفزيوني، ومخرج سينمائي، ومنتج أفلام، وممثل، من المملكة المتحدة.

## وصلات خارجية
- سام ميلر على موقع IMDb (الإنجليزية)
- سام ميلر على موقع ألو سيني (الفرنسية)
- سام ميلر على موقع أول موفي (الإنجليزية)
- سام ميلر على موقع بوكس أوفيس موجو (الإنجليزية)
- سام ميلر على موقع قاعدة بيانات الأفلام السويدية (السويدية)
- سام ميلر على موقع قاعدة بيانات الفيلم (الإنجليزية)
- سام ميلر على موقع كينوبويسك (الروسية)